# Giải PFCS cho phim ngoại ngữ hay nhất
Giải PFCS cho phim ngoại ngữ hay nhất là một giải của Hội các nhà phê bình phim thành phố Phoenix (Hoa Kỳ) dành cho một phim không nói tiếng Anh, được bầu chọn là hay nhất. Giải này được lập từ năm 2000.

## Các phim đoạt giải

### Thập niên 2000
| Năm  | tên tiếng Anh                     | tên nguyên thủy                     | nước                 | Đạo diễn           |
| ---- | --------------------------------- | ----------------------------------- | -------------------- | ------------------ |
| 2000 | Crouching Tiger, Hidden Dragon    | Wo hu cang long                     | Đài Loan             | Ang Lee            |
| 2001 | Amélie                            | Le fabuleux destin d'Amélie Poulain | Pháp/Đức             | Jean-Pierre Jeunet |
| 2002 | The Fast Runner                   | Atanarjuat                          | Canada               | Zacharias Kunuk    |
| 2003 | City of God                       | Cidade de Deus                      | Brasil               | Fernando Meirelles |
| 2004 | Hero                              | Ying xiong                          | Trung quốc/Hồng Kông | Zhang Yimou        |
| 2005 | Kung Fu Hustle                    | Kung fu                             | Trung quốc/Hồng Kông | Stephen Chow       |
| 2006 | Letters from Iwo Jima             | Letters from Iwo Jima               | Nhật Bản/Mỹ          | Clint Eastwood     |
| 2007 | The Diving Bell and the Butterfly | Le scaphandre et le papillon        | Pháp/Mỹ              | Julian Schnabel    |
| 2008 | Let the Right One In              | Låt den rätte komma in              | Thụy Điển            | Tomas Alfredson    |

Bản mẫu:PFCS Awards Chron